# Giovanni Girolamo Lomellini
Pour les articles homonymes, voir Lomellini.
Giovanni Girolamo Lomellini  (né en 1607 à Gênes, dans l'actuelle région Ligurie, alors capitale de la république de Gênes et mort le 4 avril 1659 à Rome) est un cardinal italien du XVIIe siècle.

## Biographie
Giovanni Girolamo Lomellini est neveu du cardinal Antonmaria Sauli. Le cardinal Benedetto Lomellini est aussi de sa famille.
Il exerce plusieurs fonctions au sein de la Curie romaine, notamment gouverneur de Rome et trésorier général du pape.
Le pape Innocent X le crée cardinal lors du consistoire du 19 février 1652. Il est envoyé comme légat du pape à Bologne (1652-1658). Il participe au conclave de 1655, lors duquel Alexandre VII est élu pape.

## Sources
- Fiche de Giovanni Girolamo Lomellini sur le site catholic-hierarchy.org